# گمینا شویشنو
گمینا شویشنو (به لهستانی:  Gmina Świeszyno) یک گمینا در لهستان است که در شهرستان کوشالین واقع شده‌است. گمینا شویشنو ۱۳۲٫۵۹ کیلومتر مربع مساحت و ۵٬۶۲۱ نفر جمعیت دارد.